# Juan Criselio
Juan Criselio (en griego: Ἰωάννης Χρυσήλιος) fue un magnate provincial bizantino de finales del siglo X en Dirraquio y suegro del zar Samuel de Bulgaria.

## Biografía
De origen búlgaro, Criselio era el «protagonista» (proteuon) de Dirraquio. Según otra opinión, su nombre no es búlgaro y no hay evidencia de que Criselio fuera búlgaro; se sugiere que era de origen armenio pauliciano o bogomilo.
Según una nota sobre la historia de Juan Escilitzes, el zar Samuel de Bulgaria se casó con la hija de Criselio, Ágata, que fue llevada cautiva después de que Samuel saqueara la ciudad de Larisa. Es posible que así Samuel consiguiera hacerse con el control de esta ciudad portuaria del Adriático, que era de importancia estratégica.
Después de la batalla del Esperqueo en 997, Samuel hizo cautivo a su yerno Ashot Taronita, un bizantino que se había casado con su hija Miroslava, y a quien nombró gobernador de Dirraquio. Alrededor de 1005, sin embargo, Ashot y Miroslava, con la connivencia de Criselio, huyeron en un barco bizantino a Constantinopla, con una carta de Criselio que prometía entregar la ciudad al emperador bizantino Basilio II, a cambio del rango de patricio para este y sus dos hijos. Pronto, un escuadrón bizantino apareció frente a la ciudad bajo Eustacio Dafnomeles, y la ciudad volvió al dominio bizantino, pero Criselio había muerto entre tanto. Sin embargo, es posible que este episodio en realidad tuviera lugar tan tarde como 1018, al final de la guerra búlgara, ya que la cronología de la fuente principal de la guerra, Juan Escilitzes, no está clara; mientras que la crónica italiana de Lupo Protospatario da una fecha completamente diferente para la recuperación de Dirraquio, entre 1004 y 1005, no menciona a Criselio en absoluto.

## Descendencia
Aparte de su hija Ágata, los académicos búlgaros modernos equiparan a un patricio llamado Nicolás Criselio o Nicolás el Búlgaro, registrado por Escilitzes como activo bajo el reinado de Romano III Argiro, con uno de los hijos de Juan Criselio. La investigación moderna también ha sugerido a cierto Teodoreto, que era el padre de Kosara, esposa del príncipe Jovan Vladimir de Doclea, como uno de los hijos de Criselio.